# پاسورئوان
پاسورئوان (اندونزیایی: Pasuruan) شهری در استان جاوه شرقی کشور اندونزی است. جمعیت این شهر بر اساس سرشماری سال ۱۹۹۰ میلادی، ۱۵۲٫۰۷۵ نفر و بر اساس سرشماری سال ۲۰۰۰ میلادی، ۱۵۷٫۲۱۵ بوده که در سال ۲۰۰۷ میلادی به ۱۵۸٫۷۰۴ نفر افزایش یافته‌است.